# Przejście graniczne Taba
Przejście graniczne Taba (ang. Taba Border Crossing; arab. معبر طابا; hebr. מעבר טאבה) – międzynarodowe egipsko-izraelskie drogowe przejście graniczne położone w południowej części pustyni Negew, w egipskiej muhafazie Synaj Południowy i izraelskim Dystrykcie Południowym, tuż przy czerwonomorskim północno-wschodnim brzegu zatoki Akaba. W jego bezpośrednim sąsiedztwie znajduje się izraelskie miasto Ejlat i egipska miejscowość Taba.
Przejście graniczne jest administrowane przez Zarząd Izraelskich Portów Lotniczych (hebr. רשות שדות התעופה בישראל; ang. Israel Airports Authority) oraz władze Egiptu.

## Historia
Terminal Taba został otwarty 26 kwietnia 1982, po wycofaniu wojsk izraelskich z półwyspu Synaj. Początkowo terminal składał się ze zwykłego namiotu, a następnie przyczepy kempingowej.
W marcu 1989 doszło do izraelsko-egipskiego porozumienia w sprawie przebiegu granicy w obszarze Taby. Na mocy zawartego porozumienia Izraelczycy przekazali Egiptowi publiczną plażę przy przejściu granicznym, wieś Rafi Nelson oraz Hotel Sonesta.
Zgodnie z warunkami porozumienia, Izraelczycy mogą odwiedzać wybrzeże Morza Czerwonego od Taby do Szarm el-Szejk (i okolice Góry Synaj) w ramach 14-dniowego pobytu bezwizowego. Wzrost ruchu turystycznego wymusił budowę nowego nowoczesnego terminalu, który został oddany do użytku we wrześniu 1995. Jego budowa kosztowała 3 mln USD. Jest to obecnie jedyne turystyczne przejście graniczne pomiędzy tymi krajami. W 1999 skorzystało z niego 1 038 828 podróżnych i 89 422 samochody.

## Informacje podstawowe
Przejście graniczne obsługuje obywateli izraelskich i turystów zagranicznych, z wyjątkiem Palestyńczyków.
Jest to całodobowe przejście przeznaczone dla ruchu osobowego oraz towarowego. Terminal jest otwarty codziennie z wyjątkiem świąt: muzułmańskiego Eid ul-Adha i żydowskiego Jom Kipur.
Liczba podróżnych odprawianych na terminalu:

Źródło danych: Israel Airports Authority.
Liczba samochodów odprawianych na terminalu:

Źródło danych: Israel Airports Authority.

## Plany rozwoju

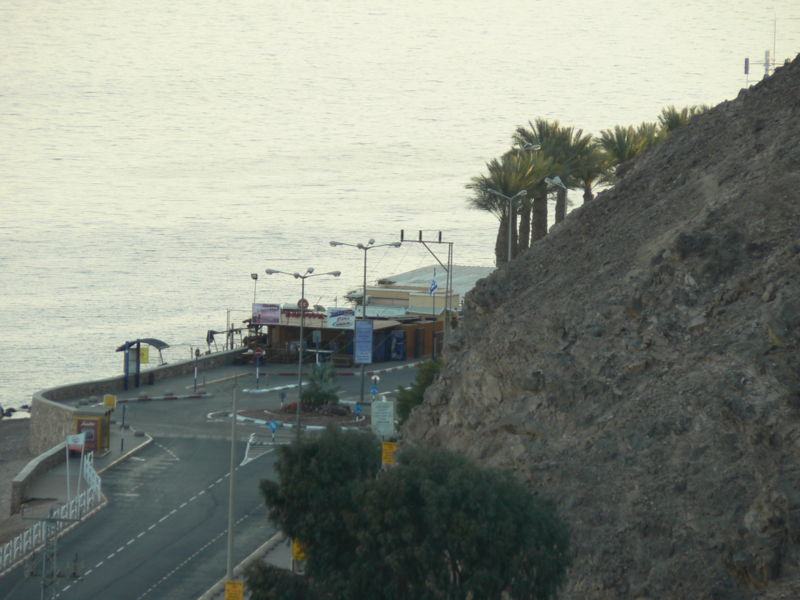
Widok na izraelski terminal z Góry Tallul

Plany rozbudowy terminalu są mocno ograniczone przez położenie geograficzne przejścia granicznego. Terminal po stronie izraelskiej jest usytuowany u stóp stromej góry Tallul. Po jednej stronie jest granica egipska, a po drugiej stronie znajduje się wąski pas przybrzeżny, który objęto ochroną jako rezerwat przyrody. Z tego powodu przestrzeń terminalu jest ograniczona do wąskiego pasa ziemi o długości 200 metrów i szerokości 45 metrów.
Pomimo tych trudności istnieją plany rozbudowy terminalu, tak aby dobudować dwie kondygnacje i uzyskać nową powierzchnię użytkową o wielkości 4000 m², co poprawi przepustowość przejścia granicznego.

## Komunikacja
Po stronie izraelskiej z przejścia granicznego wychodzi droga ekspresowa nr 90  (Taba-Metulla), a po stronie egipskiej droga Taba-Szarm el-Szejk.